# 4927-es mellékút (Magyarország)
A 4927-as mellékút egy közel 9 kilométeres hosszúságú, négy számjegyű mellékút Szabolcs-Szatmár-Bereg vármegye területén; Máriapócs városától húzódik az északi szomszédjában fekvő Ófehértóig.

## Nyomvonala
Máriapócs lakott területétől délre ágazik ki a 4911-es útból, annak majdnem pontosan a 27. kilométerénél, észak-északkelet felé, nem messze a Nyíregyháza–Mátészalka–Zajta-vasútvonal Máriapócs vasútállomásától; ugyanott ágazik ki az ellenkező irányban a Nyírbogátig vezető 4929-es út. 1,8 kilométer után éri el Máriapócs belterületének déli szélét, ott előbb a Vasút út, majd a Bogáti út, onnan tovább a központig pedig a Báthori út nevet viseli.
3,1 kilométer után, a központban kiágazik belőle nyugat felé a 4928-as út, Pócspetri irányába; innen az Ófehértói utca nevet viseli. Kevéssel a negyedik kilométerét elhagyva lép ki a város belterületei közül, de csak 5,4 kilométer után búcsúzik el teljesen a várostól. Ott elhalad Máriapócs, Pócspetri és Ófehértó hármashatára mellett, de Pócspetrit ennél jobban nem érinti, a továbbiakban ófehértói területen húzódik.
A hetedik kilométerét elhagyva felüljárón keresztezi az M3-as autópálya nyomvonalát, a sztráda 252-es kilométerénél, körülbelül 8,2 kilométer után pedig eléri Ófehértó első házait. A település lakott területén az Ady Endre utca nevet viseli, így is ér véget a központ közelében, beletorkollva a 493-as főútba, annak a 7+200-as kilométerszelvénye közelében.
Teljes hossza, az országos közutak térképes nyilvántartását szolgáló kira.kozut.hu adatbázisa szerint 8,973 kilométer.

## Története
A Kartográfiai Vállalat 1990-ben megjelentetett Magyarország autóatlasza teljes hosszában kiépített, szilárd burkolatú (pormentes) útként tünteti fel.

## Települések az út mentén
- Máriapócs
- Ófehértó